# Ignaz Ingerl
Ignaz Ingerl, auch Engerle, Ingerle oder Ingero (aus lateinisch ingero ‚hineintragen, hineinbringen‘) genannt, (* 11. November 1751 (in den meisten Quellen wird allerdings das Geburtsjahr 1752 angegeben); † am 4. oder 14. Oktober 1800, 1801 oder 1802) war ein deutscher Bildhauer.

## Leben und Wirken
Ingerls Vater wer der Steinmetz Paul Sebastian Ingerl (geb. 1722), der ihn auch in der Bildhauerei unterwies. Ingerl erwarb 1793 ein größeres Anwesen in Augsburg. Daraus kann geschlossen werden, dass er vermögend war. Er war ab 1787 mit der Kaufmannstochter Maria Carolina Hardlin verheiratet. Zu seinen Werken – er ist vor allem durch seine riesigen Marmorplastiken, Altäre und Grabdenkmäler bekannt – zählen unter anderem:
- Hochaltar der Kirche St. Michael in Ostendorf (Meitingen), 1780
- Seitenaltäre in der Kirche St. Ulrich in Wittislingen, dir ursprünglich für das Kloster Mödingen bestimmt waren
- Prachtbalkon im Fronhof hinter dem Augsburger Dom, 1789 (zur Erinnerung an den Besuch des Papstes Pius VI angefügt). Sitz der Regierung von Schwaben.
- Das gut erhaltene Denkmal des 1789 verstorbenen russischen Gesandten Peterson in der Augsburger St. Annakirche
- Klassizistischer Hochaltar in der Pfarrkirche St. Alban in Wallerstein, 1797

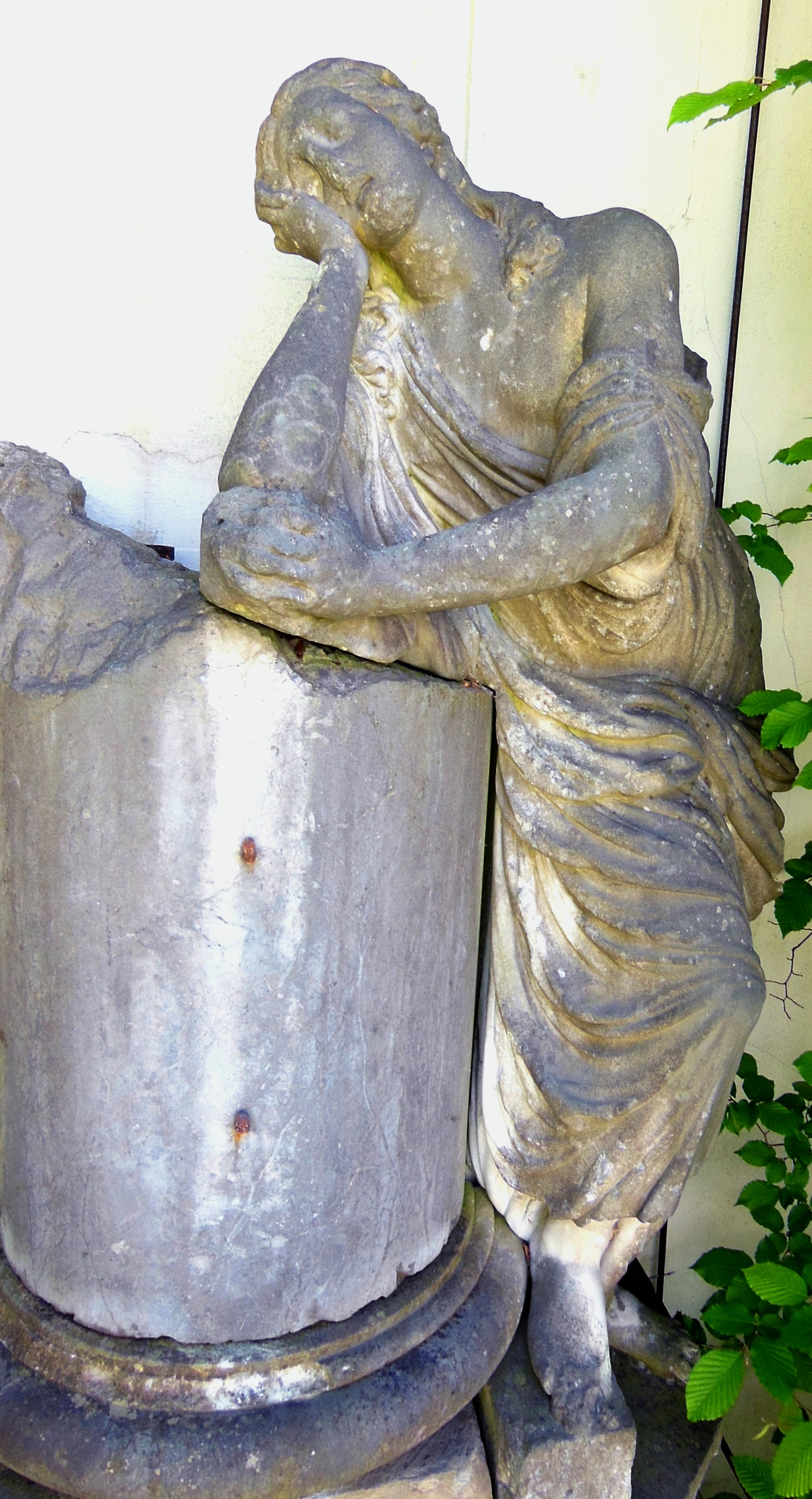
Marmorstatue einer träumenden oder trauernden Frau im Garten des Schaezlerpalais, Augsburg

- Klassizistischer Tempietto in der Klosterkirche in Maihingen, urspr. im Park von Schloss Hohenaltheim als Denkmal für Maria Theresia Prinzessin v.Thurn u. Taxis (1757–1776), der ersten Frau von Fürst Kraft Ernst von Oettingen-Wallerstein, 1777
- Grabmal für Graf Philipp Carl von Oettingen-Wallerstein in der Klosterkirche in Maihingen, 1789
- Grabmal des Johann von Halder auf dem der Westmauer des protestantischen Friedhofs (Alter Teil, Grab Nr. 1-5-242)
- Grabmal für Anton Ignaz von Fugger-Glött (1769–1787), Bischof von Regensburg, urspr. im Regensburger Dom aufgestellt, heute im Domkapitelhaus.
- Marmorstatue einer träumenden Frau im Innenhof des Schaezlerpalais, Augsburg, aus einem 1965 abgebrochenen Freundschaftstempel des Augsburger Bankiers Christian III. von Münch im Garten des Schlosses Aystetten (um 1785).
- Erinnerungsplatte an das Haus Oettingen-Baldern in der Klosterkirche Mariä Himmelfahrt in Kirchheim am Ries, 1798
- Innenausstattung der Gruftkirche in Oettingen, ab 1799, fertiggestellt durch Johann Michael Haff, heute nur noch in Resten erhalten
- Steinfigur des Jakobsbrunnens im Hof der Jakobspfründe in der Augsburger Altstadt: möglicherweise auch von Thomas Ignaz Ingerl geschaffen, da als Entstehungsjahr 1743 angegeben ist.

Von den Denkmälern Ingerls sind heute nur noch wenige erhalten bzw. waren bei einer Aufarbeitung durch Friedrich Landsperger im Jahr 1918/19 bereits als in schlechtem Zustand, verschwunden oder verloren beschrieben. Landsperger bedauert auch den Verlust einiger Reliefs, da nur mehr Grabdenkmäler des genialen Ingerl erhalten sind und die Arbeiten Ingerls sich vor allem durch ihre schlichte, klassische Schönheit auszeichnen.

Signum von Ignaz Ingerl

Der Landschafts- und Historienmaler Joseph Anton Koch (1768–1839) absolvierte seine Lehre bei Ignaz Ingerl. Ignaz Ingerl starb nach Angaben des Wiener Neustädter Künstlers Kurt Ingerl unter mysteriösen Umständen im Alter von 49 Jahren vermutlich am 12. Oktober 1800. Das Sterbedatum von Ignaz Ingerl ist in den derzeit verfügbaren Quellen auch mit dem Jahr 1802 datiert. Weitere Nachforschungen ergaben ebenfalls ein widersprüchliches Datum: 4. Oktober 1800. Der um 20 Jahre jüngere Gehilfe von Ignaz Ingerl, Johann Michael Haff, erwarb schließlich Ingerls Vermögen durch die Heirat mit der Witwe von Ignaz Ingerl im Jahre 1803.
Eigene Nachforschungen im Rahmen dieser Arbeit in Augsburg Ende 2005 haben zwar ein runderes Bild des Schaffens der Augsburger Steinmetzfamilie ergeben, jedoch versiegen die Quellen ab dem Beginn des 19. Jahrhunderts. Grund dürften nach Aussagen des Augsburger Stadtarchivs die Wirren der Napoleonischen Kriege sein. Ignaz Ingerl hat bei seinem Tod drei unmündige Kinder hinterlassen, wobei nur eine Tochter das heiratsfähige Alter erreicht hat.
In dem Buch „Augsburger Zeichen und Wappen“ findet sich auch das Signum des Künstlers Ignaz Ingerl, welches eine geharnischte Büste auf einem Sockel, umgeben von zwei Lorbeerzweigen darstellt. Auf dem Sockel sind die stilisierten Initialen von Ignaz Ingerl zu finden.
Quellen zur Belegung der verwandtschaftlichen Verbindungen der Augsburger Steinmetze mit dem Namen Ingerl zum Wiener Neustädter Künstler Kurt Ingerl (1935–1999) sind auch in dessen Nachlass nicht zu finden. Somit kann man sich hier nur auf die Aussage Kurt Ingerls bzw. auf weitere Untersuchungen verlassen.